# Властов, Георгий Константинович
Георгий Константинович Властов (25 апреля [7 мая] 1827 или 7 марта 1827, Шишково, Ярославская губерния — 24 октября [5 ноября] 1899 или 5 ноября 1899, Санкт-Петербург) — библеист, экзегет, переводчик, государственный и общественный деятель, тайный советник (1882).

## Биография
Властов происходил из греческой семьи, переселившейся в Россию в XVIII веке. Он родился в селе Шишково Ярославской губернии, а затем переехал в Санкт-Петербург. В 1845 году Георгий окончил 2-й кадетский корпус, после этого поступил на службу в лейб-гвардии Измайловский полк. В 1848 году Властов в чине капитана.
С 1848 по 1858 год проходил службу в рядах действующей Кавказской армии в составе Кабардинского 80-го пехотного полка 1-го Кавказского армейского корпуса. В 1850 году произведён в майоры, а в 1857 году — в полковники.
С 1858 года находился на административных должностях: чиновник по особым поручениям при Кавказском наместнике; Ставропольский вице-губернатор с 1859 года; Тифлисский вице-губернатор с 14.12.1863 — 1865 годы; управляющий Мингрелией с 1865 по 1868; Ставропольский (1868—1872) и Кутаисский губернатор (1872—1878). В 1871 году Властов был избран почетным гражданином города Ставрополя. С 1863 года Властов — действительный статский советник. В 1882 году избирался почетным опекуном Санкт-Петербургского опекунского совета. С 1882 года — тайный советник, попечитель Санкт-Петербургского коммерческого училища. Награждён орденом Святого Александра Невского и алмазными украшениями к нему. Учредитель стипендий для различных учебных заведений.
Умер в Санкт-Петербурге, похоронен на Никольском кладбище Александро-Невской лавры.
Жена — Елизавета Михайловна Властова (24 июня 1841 — 2 апреля 1903).

## Литературная деятельность
Областью научных интересов Властова являлась библеистика и смежные области знаний: античная литература, история Древнего Востока, археология и религиеведение. Властов не получил академического научного образования по богословию среде, в основе его исследовательской деятельности лежала личная увлеченность. Первая работа Властова по Священному Писанию — «Библия и наука» — вышла в свет в 1870 году. В 1870-е годы Властов предпринял грандиозный труд, он дал полный комментарий к Священному Писанию, которого ещё не было сделано на русском языке. Вышло пять томов его исследований «Священная летопись первых времен мира и человечества как путеводная нить при научных изысканиях», содержащих массу богословского и исторического материала. После издания первых трёх томов Властов был удостоен грамоты Святейшего Синода. «Священная летопись» была рекомендована Учебным комитетом для приобретения библиотекам духовных семинарий, Святейшим Синодом — приходскому духовенству для просветительской работы, аналогичные рекомендации были даны Военным ведомством библиотекам военных училищ и Министерством народного просвещения библиотекам средних учебных заведений. В качестве основного текста в этой работе был взят недавно вышедший Синодальный перевод Библии. Властов перевел поэмы Гесиода с древнегреческого, а также книгу «Истории фараонов» Г. К. Бругша с немецкого, дополнив её материалами других египтологов.

## Труды

### Сочинения
- Библия и наука: [В 2 ч.] / Г. Вл. — СПб., 1870. — 201 с. — Авт. установлен по изд.: Словарь псевдонимов рус. писателей / И.Ф Масанов. — И., 1956.-Т. 1.-С. 217.
- Опыт изучения Евангелия св. Иоанна Богослова: В 2 т. — СПб.: Тузов, 1887.
  -  Т. 1. — 460 с.
  -  Т. 2. — 288, 3 с.
- Персидские гвоздеобразные надписи И. Зендавеста. — СПб.; Тип. Елеонского, Ценз. 1886. — 37 с.
- Риг-Веда, Зендавеста и Гаты. — СПб.: Тип. Елеонского, Ценз. 1886. — 38 с. — Из: Христиан, чтение. — 1886.
- Риг-Веда, Зендавеста и Гаты в их отношении к Божественному Откровению. — СПб.: Тип. Елеонского, Ценз. 1885. — 32 с. — Из: Христиан, чтение. — 1885.
- Священная летопись первых времен мира и человечества как путеводная нить при научных изысканиях: В 5 т. — СПб.: Тип. т-ва «Обществ, польза», 1875 (обл. 1876). — 1893. — Загл. Т. 2-5: Священная летопись. — Особое прил.: Указатель к Пятокнижию Моисееву. Краткий исторический обзор еврейского языка. — СПб., 1877. — IV, 36 с.
  -   Т. 1: Книга Бытия. — 1875 (обл. 1876). — 680 с. разд. паг.. 1 л. карт.
  -   Т. 2: Вторая и третья книги Моисеевы. Исход и Левит. — 1877. — 677 с. разд. паг., 1 л. карт.
  -   Т. 3: Четвёртая и пятая книги Моисеевы. Числа и Второзаконие: С указателем к Пятокнижию. — 1878. — 457 с. разд. паг.
  -   Т. 4, ч. 1: Пророки и пророчества до разделения Царств в Священных книгах этого периода. — 1893. — VI, 372 с.
  -   Т. 4, ч. 2: Пророки Илия, Елисей и Иона. — 1893. — 248, VIII с.
  -   Т. 5: Пророк Исайя: В 2 ч. — 1898.
- Священная летопись первых времен мира и человечества как путеводная нить при научных изысканиях: [Тексты книг Ветхого Завета с комментариями]. — 2-е изд., испр. — М.: Тип. т-ва «Обществ, польза», 1878—1879. — Загл. Т. 2: Священная летопись.
  -      Т. 1: Вступление и Книга Бытия. — 1879 (обл. 1878). — 130. 390, 3 с.
  -      Т. 2: Вторая и третья книги Моисеевы. Исход и Левит. — 1878. — 527 с. разд. паг., [5] л. ил., карт.

### Переводы
- Поэмы Гесиода. Подстрочный перевод с греческого / Вступл., пер. и примеч. — СПб.: Тип. т-ва «Обществ. польза», 1885. — 10+280 с.
- Теогония Гесиода и Прометей: Разбор сказаний / Доп. к рус. пер. с примеч. — СПб.: Тип. Глазунова, 1897. — XX, 579 с.
- Бругш, Генрих Карл, Египет: История фараонов / Соч. Бругша; Пер. Г. К. Властова. Его же вступ., примеч. и прил. — СПб. : тип. И. И. Глазунова, 1880. — 922 с. разд. паг., 9 л. табл., карт., пл.; 26. — (Летописи и памятники древних народов; Т. 1).